# 제1근위창기병연대
제1근위창기병연대(독일어: 1. Garde-Ulanen-Regiment)는 프로이센 육군의 기병연대 중 하나다. 1819년 근위향토방위기병연대(Garde-Landwehr Kavallerie Regiment)로 편성되었다. 1826년 울란(중창기병)으로 분류되어 제1근위창기병연대로 재명명되었다. 보오전쟁, 보불전쟁에 종군했다. 제1차 세계 대전 때는 근위기병사단에 속하여 서부전선에서 싸웠다.

## 참고 문헌
- Schulz, Hugo (1992). 《Die preussischen Kavallerie-Regimenter 1913/1914 nach dem Gesetz vom 3. Juli 1913》. Augsburg: Weltbild. 132–133쪽. ISBN 3893503439.